# Environnement à Hawaï
L'environnement à Hawaï est l'environnement (ensemble des éléments - biotiques ou abiotiques - qui entourent un individu ou une espèce et dont certains contribuent directement à subvenir à ses besoins) d'Hawaï, seul État américain situé en dehors du continent nord-américain, puisqu'il est situé en Océanie, et le seul entièrement composé d'îles.
Le patrimoine naturel hawaïen est d'une grande richesse, tant sur terre qu'en mer. Hawaï est un point chaud de biodiversité, mais avec un risque croissant d'extinction pour les espèces natives.
Le territoire est exposé à de multiples risques. Le réchauffement climatique amplifie les effets des catastrophes naturelles : canicules, incendies, sécheresses... Les feux de forêt de 2023 à Hawaï sont l'une des catastrophes les plus meurtrières de l'histoire de l'archipel.

## La biodiversité à Hawaï

### Milieux

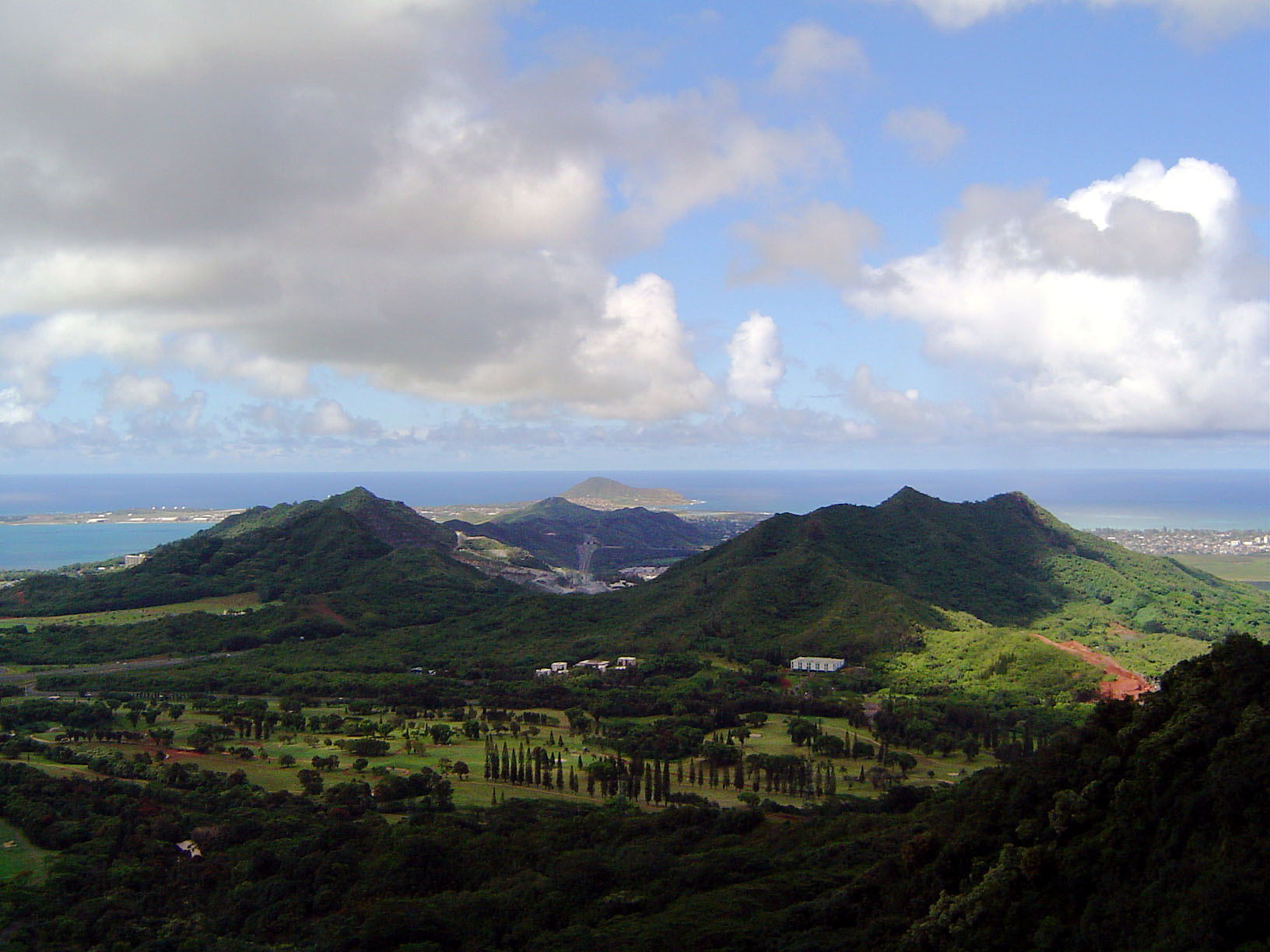
Pali Gap, Windward Coast, île d'Oahu, Hawaï
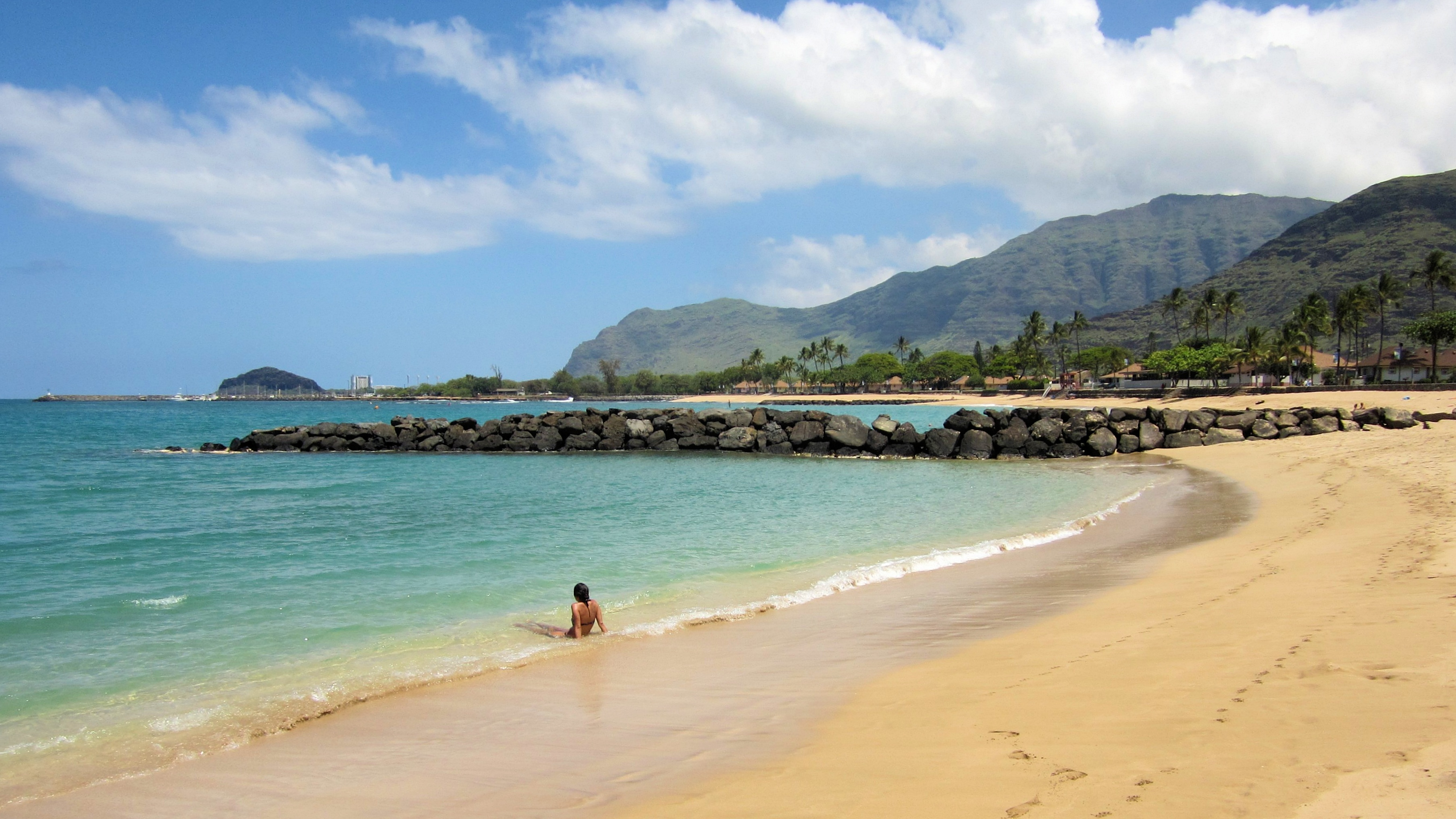
Plage à Oahu
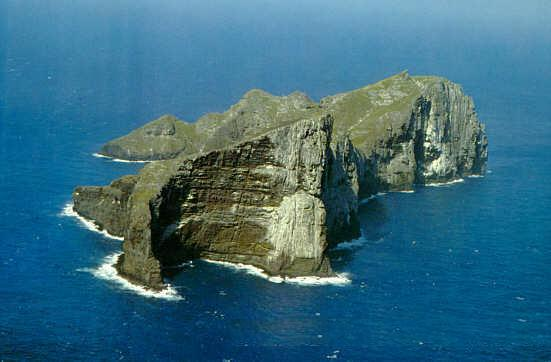
Nihoa
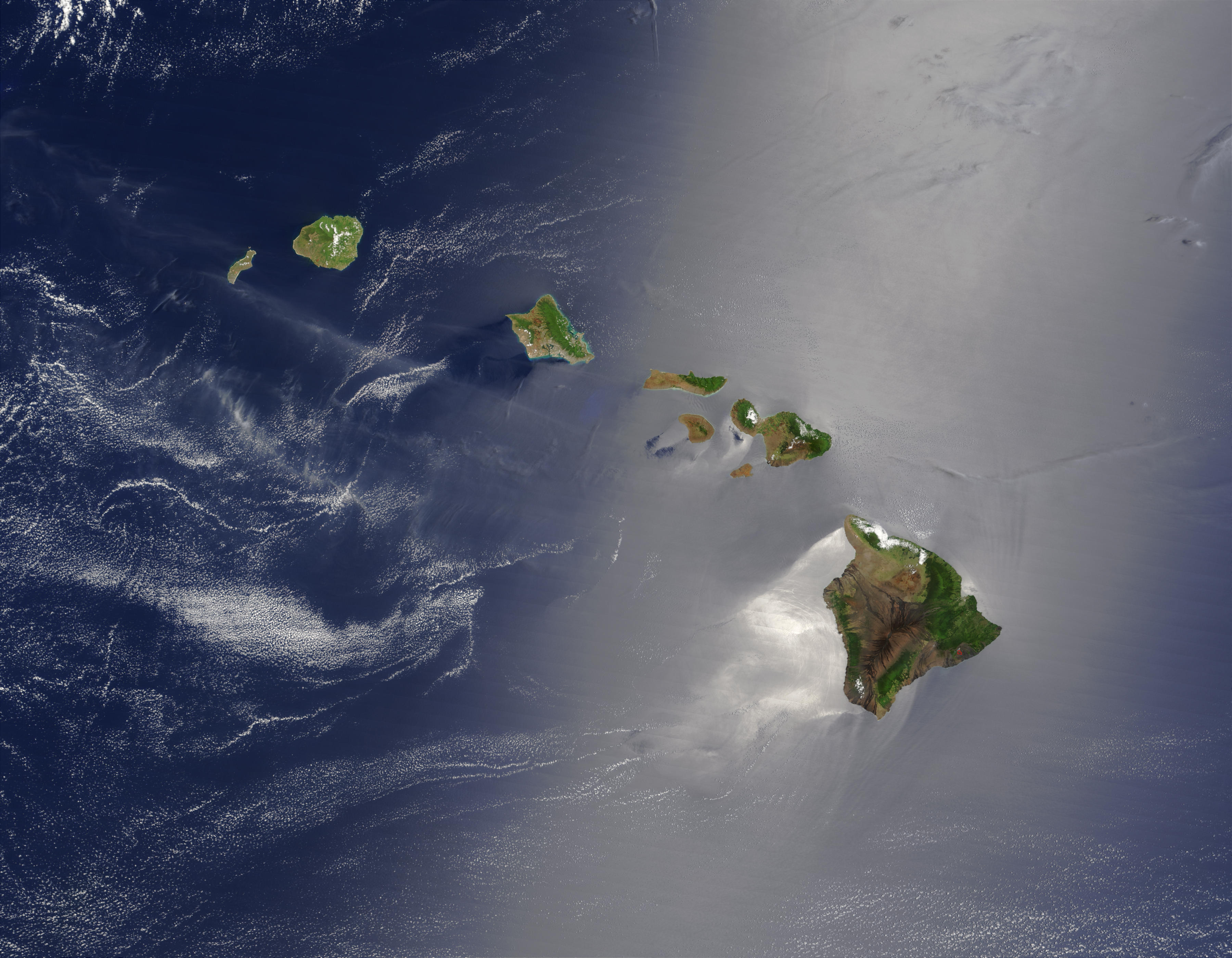
Image satellitale de l'archipel d'Hawaï.
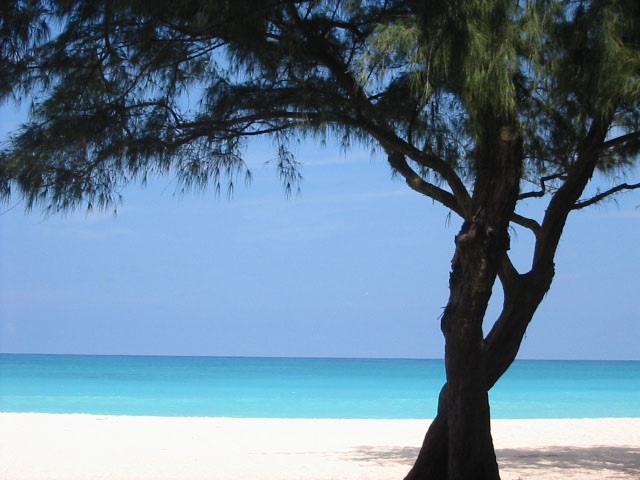
Oahu, côte Est d'Hawaï.

Le patrimoine naturel hawaïen est d'une grande richesse, tant sur terre qu'en mer. Hawaï est cité comme un point chaud de biodiversité.
Hawaï est le seul État américain à avoir une forêt tropicale humide. La flore hawaïenne est également très riche. On retrouve environ 1 400 espèces de plantes vasculaires dont 90 % sont endémiques. Une mise à jour 2016 de la liste rouge de l'UICN a confirmé un risque croissant d'extinction pour les espèces natives.

### Faune et flore

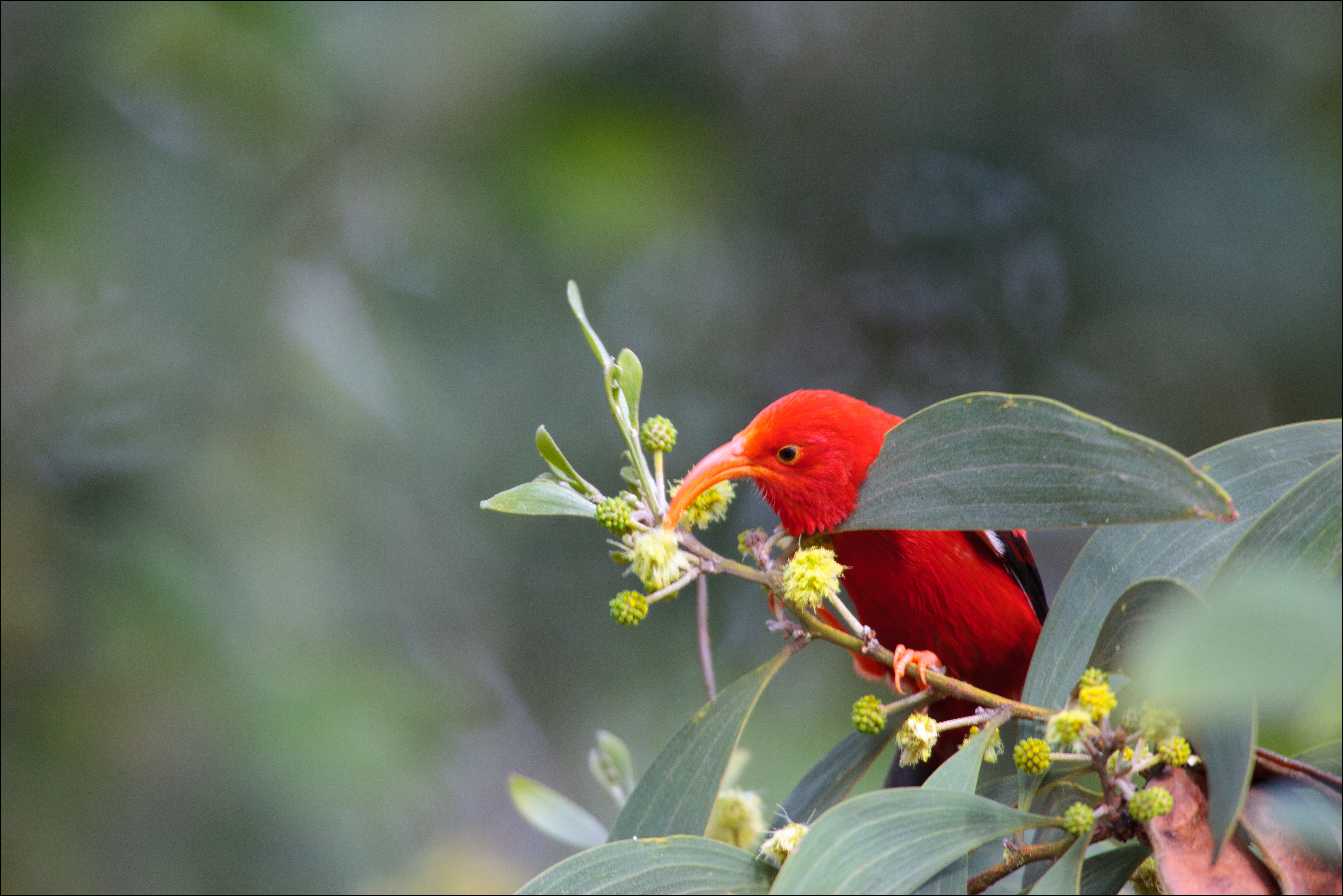
L'iiwi rouge est l'un des rares guêpiers de Hawaï qui survit encore à Hawaï, beaucoup d'autres espèces ayant disparu après l'arrivée des premiers Européens.

Initialement, la faune terrestre de l'archipel était dominée par les oiseaux. On ne trouve en effet que deux mammifères natifs sur ces îles, à savoir le phoque moine d'Hawaï (Monachus schauinslandi) et l'ʻōpeʻapeʻa (Aeorestes semotus), une espèce de chauve-souris parfois considérée comme une sous-espèce. On retrouve par contre 338 espèces d'oiseaux dont 130 sont migratrices ou occasionnelles et 53 furent introduites par l'homme. 

### Espaces protégés
En juin 2006, c'est après avoir visionné le film de Jean-Michel Cousteau (Voyage to Kure) que le président George W. Bush fait classer les îles du Nord-Ouest d'Hawaï comme monument national. Ces îles constitueront alors la plus grande zone marine protégée du monde à l'abri de la pêche commerciale. D'une superficie de plus de 350 000 km2, ce nouveau monument national s'étire sur près de 2 300 km, comprend une dizaine d'îles inhabitées ainsi qu'une centaine d'atolls et abrite également de nombreuses espèces en danger.

## L'exposition aux risques
Le pays est exposé à de multiples aléas naturels : inondations et sécheresses, tempêtes, incendies, glissements de terrain, séismes...

### Volcanisme
La géographie d'Hawaï est marquée par de grands volcans, dont le plus grand du monde, le Mauna Loa. Avec Tahiti, les îles Marshall et Tuamotu, Hawaï est l’un des points chauds les plus étudiés par les géologues. Les volcans d’Hawaï sont de type « volcans-boucliers ». Les autres principaux volcans de l'archipel sont :
- Hualālai ;
- Kīlauea ;
- Mauna Kea ;
- Mauna Ulu.

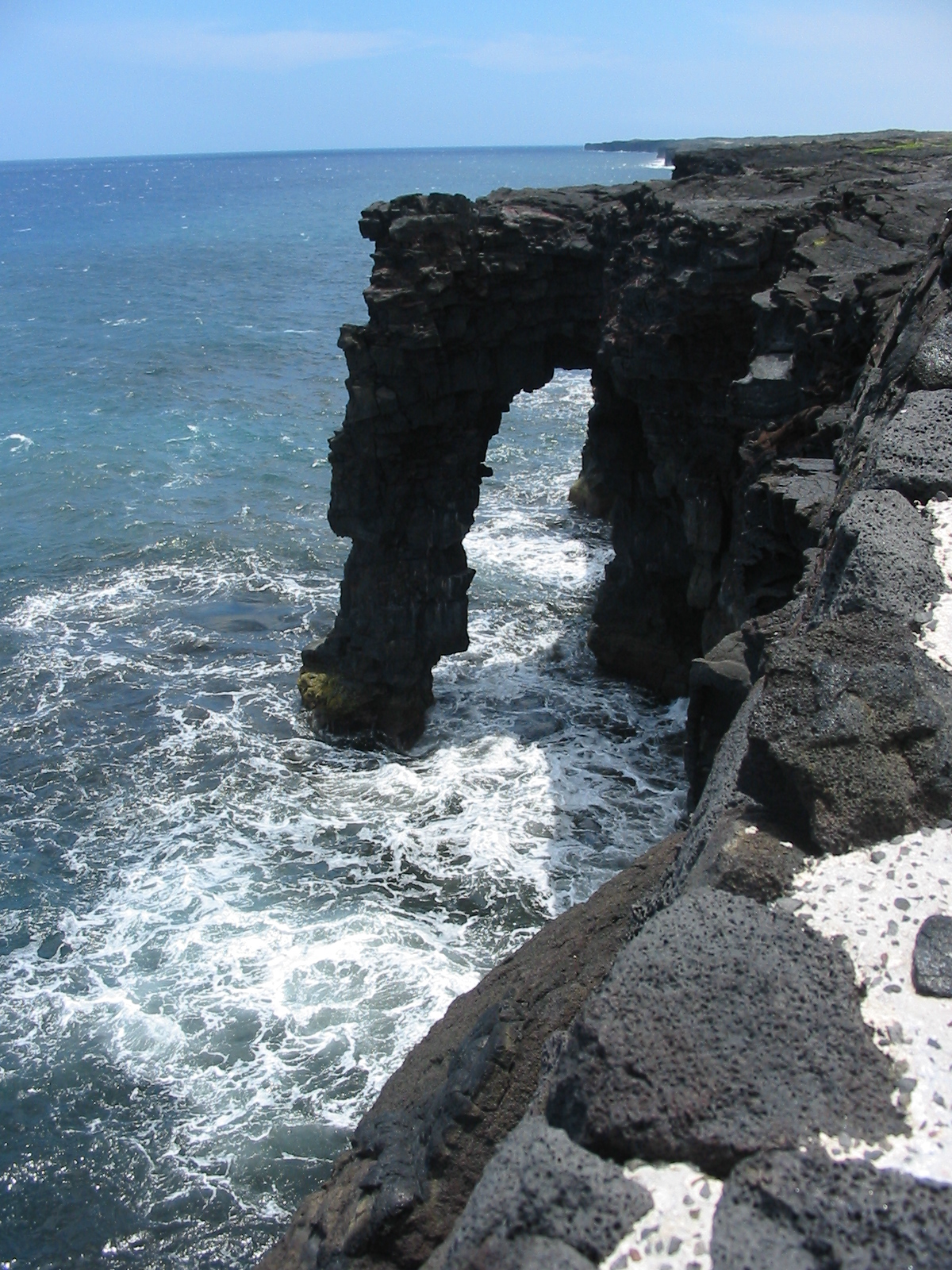
Sea arch, Hawaï
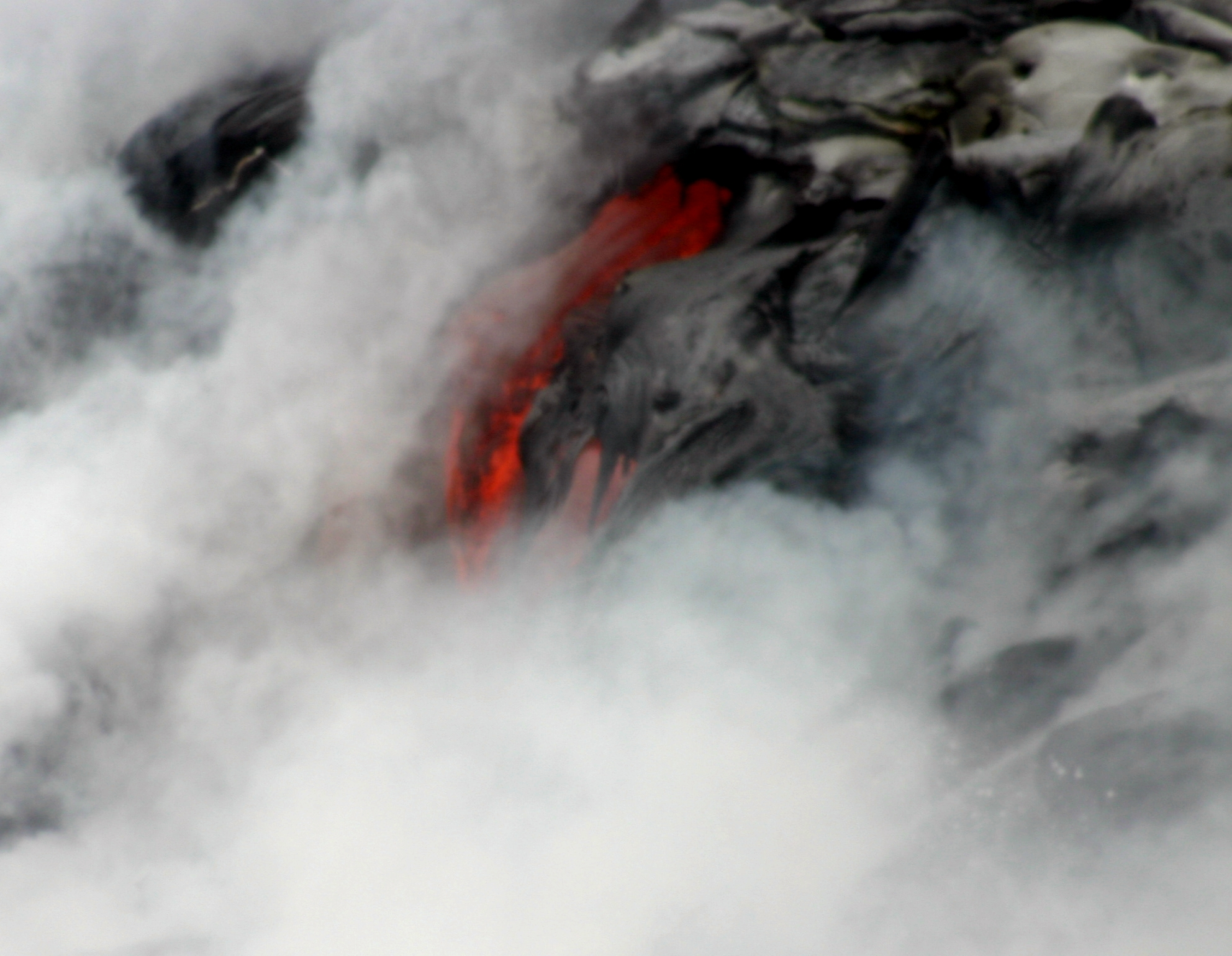
Lave pāhoehoe entrant dans la mer.
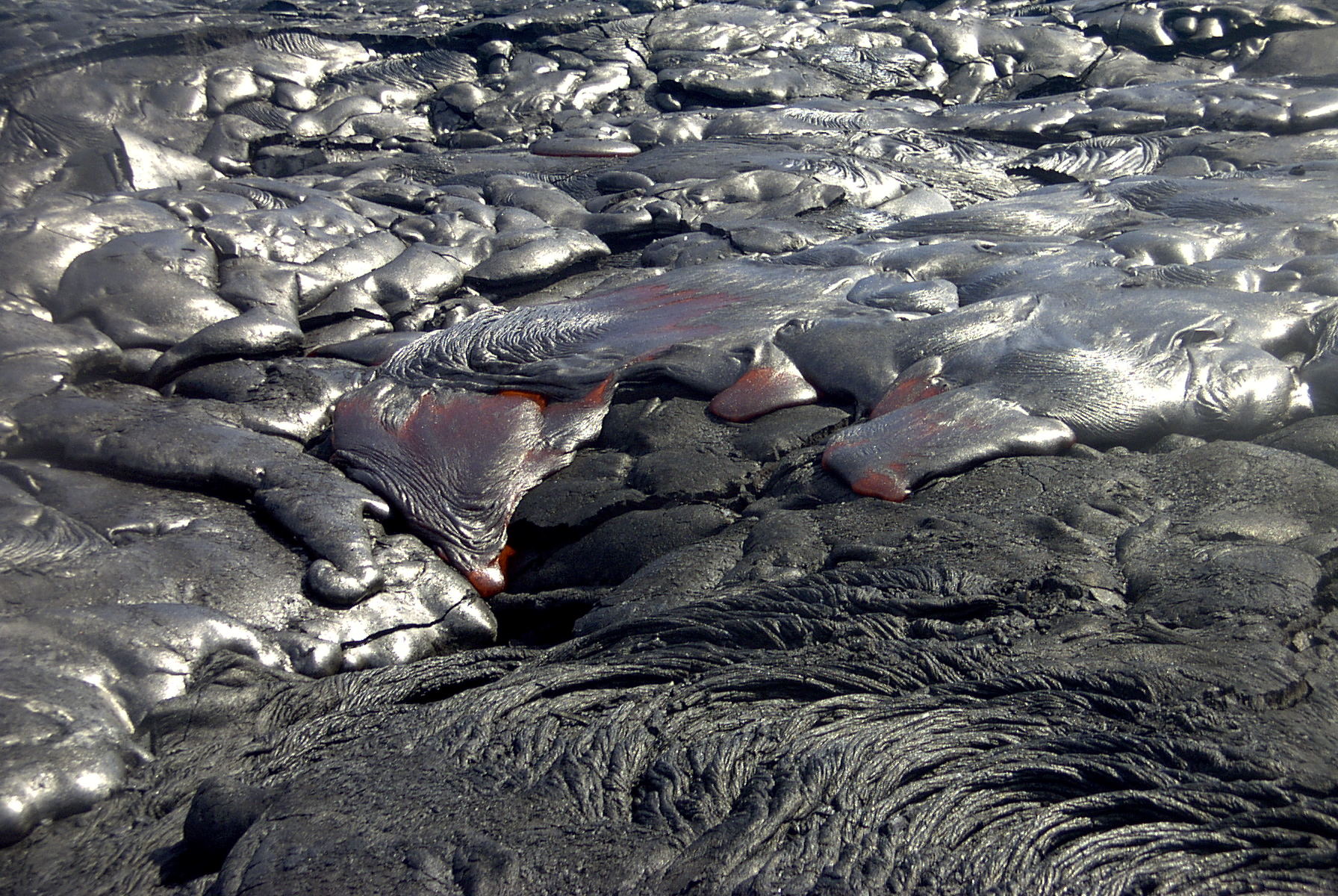
Coulée de lave.
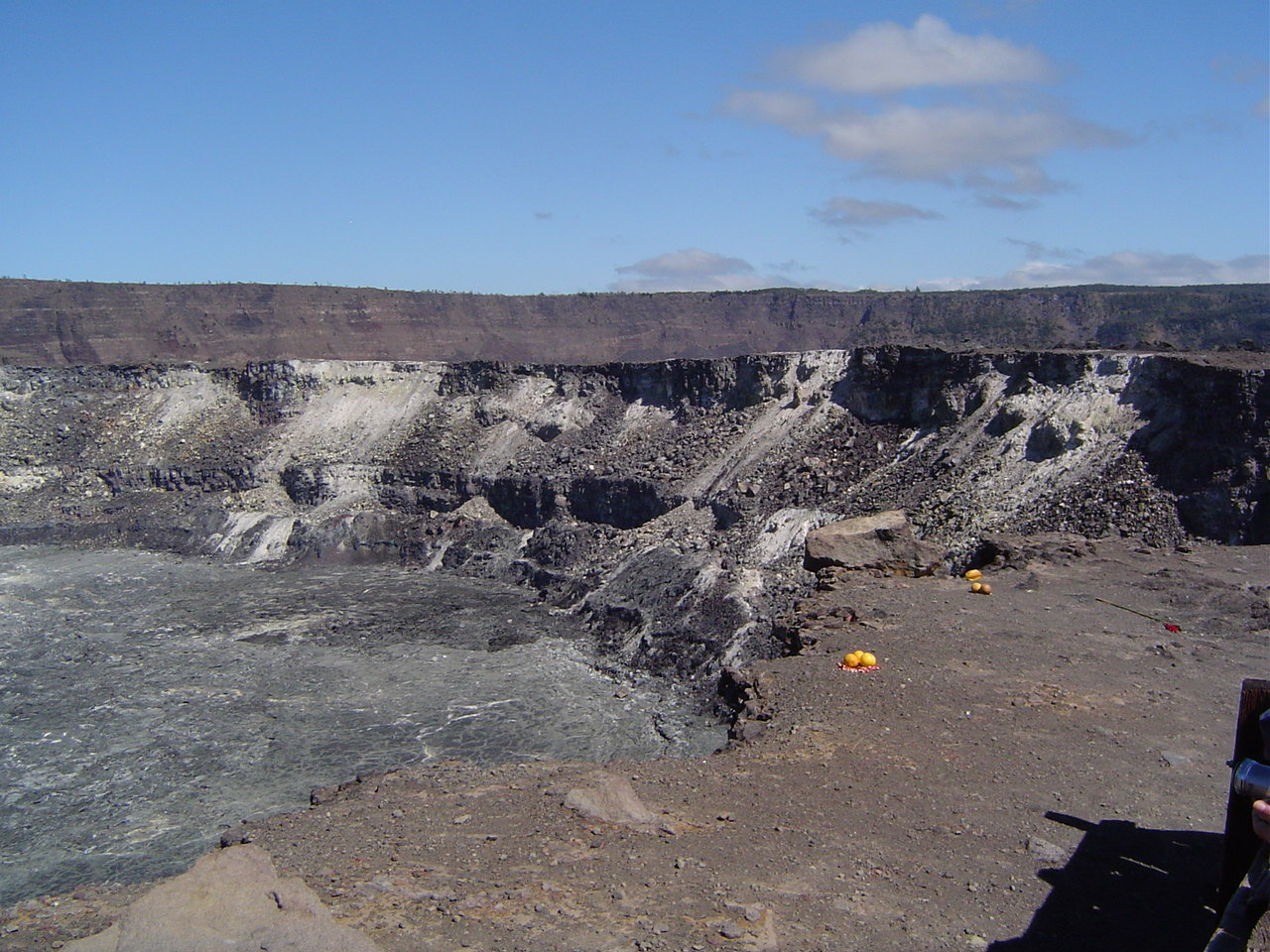
Offrandes à Pele sur le bord du cratère (fire pit) Halem'uma'u, dans le cratère principal du Kīlauea.

### Le risque volcanique et sismique
L'activité volcanique s'accompagne aussi d'une activité sismique ; des séismes ont par exemple eu lieu en 1975, 2006 et 2018 ; ils sont parfois à l'origine de tsunamis. Le tsunami de 1960 avait ainsi fait 61 morts sur l’île d’Hawaï.

### Sécheresses et incendies
En 2023, un violent incendie, alimenté par des vents nourris par la force de l’ouragan Dora, a quasiment anéanti la ville historique de Lahaina, ancienne capitale du royaume d’Hawaï au XIXe siècle, faisant plus de 106 victimes.